# Bad-tibira
Bad-tibira (en sumerio: 𒂦𒁾𒉄𒆠 bad³-tibiraki «lugar donde el metal se refina» o «fortaleza de los herreros» en acadio Dûr-gurgurri) fue una antigua ciudad sumeria perteneciente a las antiguas leyendas de las primeras fundaciones en la Tierra, anteriores al Diluvio. Se cree que se corresponde con la actual Tell al-Madineh, al sur de Irak. Los griegos la llamaron Παντιβίβλος (Pantibiblos). Se afirma que la palabra "tibira", en relación con "metal", comparte origen con la hebrea "tubal", lo que permite establecer una referencia con la Biblia, cuando Tubal-Caín se arroga la invención de la metalurgia.
Según la Lista Real Sumeria Bad-tibira fue después de Eridu la segunda ciudad en tener un gobierno, por lo demás propio, de cuyos reyes no se sabe si fueron reales o legendarios. En tiempos de la tercera dinastía de Ur se encuentran restos vitrificados que indican que fue incendiada, entonces la ciudad perdió el autogobierno y sus posesiones se dividieron entre Isin y Larsa.
El dios principal era Lugal (LU.GAL). Su templo, E-mush-kalamma, dedicado originariamente a Dumuzi, se menciona en el relato sumerio Viaje de Inanna a los Infiernos.